# کاربونارا دی نولا
کاربونارا دی نولا (به ایتالیایی: Carbonara di Nola) یک کومونه در ایتالیا است که در استان ناپل واقع شده‌است.

## خصوصیات
کاربونارا دی نولا ۳٫۵ کیلومترمربع مساحت و ۲٬۱۰۹ نفر جمعیت دارد و ۱۵۸ متر بالاتر از سطح دریا واقع شده‌است.